# Draußen vor der Tür

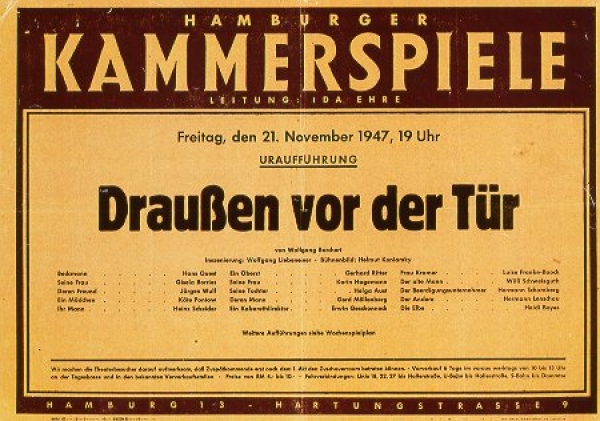
Plakat der Uraufführung als Theaterstück in den Hamburger Kammerspielen

Draußen vor der Tür ist ein Drama des deutschen Schriftstellers Wolfgang Borchert, das er innerhalb von acht Tagen niederschrieb. Der Entstehungszeitraum wird zwischen Herbst 1946 und Januar 1947 angenommen. Am 13. Februar 1947 wurde es erstmals als Hörspiel vom Nordwestdeutschen Rundfunk ausgestrahlt; am 21. November 1947 folgte die Uraufführung als Theaterstück in den Hamburger Kammerspielen. Das Drama blieb neben kürzeren Prosatexten das Hauptwerk Wolfgang Borcherts, der einen Tag vor der Uraufführung im Alter von 26 Jahren starb.
Im Zentrum der Handlung steht der deutsche Kriegsheimkehrer Beckmann, dem es nach dreijähriger Kriegsgefangenschaft nicht gelingt, sich wieder ins Zivilleben einzugliedern. Während er noch durch die Erfahrungen des Zweiten Weltkriegs geprägt ist, haben seine Mitmenschen die Vergangenheit längst verdrängt. Auf den Stationen seiner Suche nach einem Platz in der Nachkriegsgesellschaft richtet Beckmann Forderungen nach Moral und Verantwortung an verschiedene Personentypen, Gott und den Tod. Am Ende bleibt er von der Gesellschaft ausgeschlossen und erhält auf seine Fragen keine Antwort.
Sowohl die Radioausstrahlung als auch die Bühnenpremiere von Draußen vor der Tür – laut Untertitel „Ein Stück, das kein Theater spielen und kein Publikum sehen will“ – wurden große Erfolge und machten den bis dahin unbekannten Borchert berühmt. Viele Zeitgenossen konnten sich mit Beckmanns Schicksal identifizieren. Borcherts Stück wurde als Aufschrei einer zuvor schweigenden jungen Generation gewertet und gilt heute als eines der wichtigsten Nachkriegsdramen. Obwohl in späteren Jahren vermehrt inhaltliche und formale Schwächen kritisiert wurden, blieb Draußen vor der Tür ein oft inszeniertes und in seiner Buchausgabe viel gelesenes Theaterstück.

## Inhalt

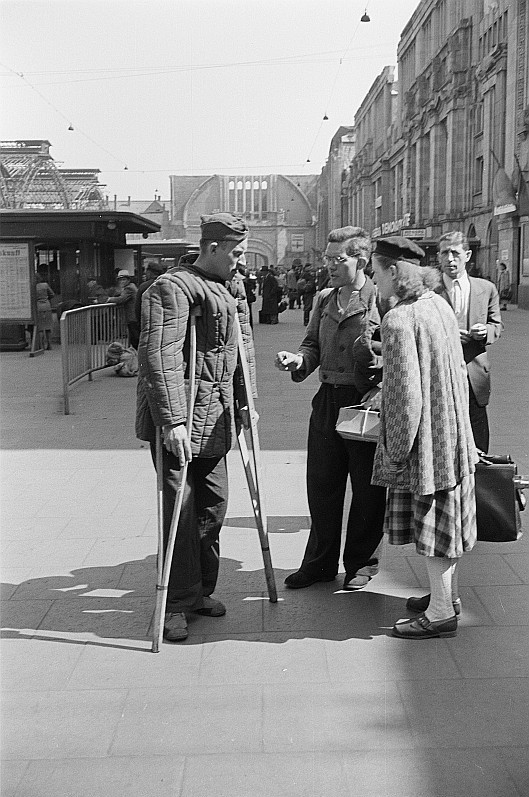
Kriegsheimkehrer im Gespräch mit Renate Rössing, Leipzig 1950, Foto von Roger Rössing

### Ort und Zeit der Handlung, Prolog
Das Drama Draußen vor der Tür spielt an einem einzigen Abend, drei Jahre nach der Schlacht von Stalingrad. Der Ort wird im Text mehrfach als Hamburg, genauer als die St.-Pauli-Landungsbrücken und der Vorort Blankenese am Ufer der Elbe bestimmt.
Im Prolog wird der Protagonist des Stücks eingeführt. Beckmann, der stets nur bei seinem Nachnamen genannt wird, ist ein ehemaliger Soldat der deutschen Wehrmacht, der nach dem Krieg gegen die Sowjetunion und dreijähriger Kriegsgefangenschaft in Sibirien in seine Heimat zurückkehrt. Er ist körperlich lädiert, hat nur noch eine Kniescheibe, humpelt, hat Hunger und friert. Seine äußeren Kennzeichen sind ein alter Soldatenmantel und eine mit Bändern befestigte Gasmaskenbrille, ein Kriegsutensil, mit dem sich der kurzsichtige Beckmann nach dem Verlust seiner Brille behelfen muss.

### Vorspiel
Ein Beerdigungsunternehmer und ein alter Mann beobachten die Silhouette eines Mannes, der am Rand eines Pontons an der Elbe steht und schließlich ins Wasser springt. Ob es sich dabei um Beckmann handelt, wird nicht explizit ausgesagt. Der Beerdigungsunternehmer offenbart sich als der Tod. Er ist gut genährt, rülpst ununterbrochen und zeigt sich in bester Laune. Sein Geschäft floriert, die Menschen sterben in großer Zahl. Der alte Mann gibt sich als Gott zu erkennen und bejammert das Schicksal seiner Kinder, das zu ändern er nicht in der Lage sei. Während die Menschen an ihn nicht mehr glauben, sei der Tod ihr neuer Gott geworden. Gott geht ab. Der Tod ruft ihm nach, er solle den ins Wasser Gegangenen nicht beweinen. Dieser sei nur einer von vielen und sein Tod mache keinen Unterschied.

### Der Traum
Beckmann schwimmt in der Elbe. Er ist in den Fluss gesprungen, um sein Leben zu beenden. Die Elbe erscheint ihm in Gestalt einer alten, resoluten Frau. Beckmann begründet den Entschluss seines Suizidversuchs: Er hungere, humpele und das Bett seiner Frau sei von einem anderen besetzt. Doch die Elbe weist Beckmann zurück. Sein junges Leben sei ihr zu armselig. Er solle erst einmal richtig leben, getreten werden und zurücktreten. Erst wenn er tatsächlich am Ende sei, dürfe er wiederkehren. Stromabwärts wirft sie ihn bei Blankenese ans Ufer.

### 1. Szene
Beckmann liegt am Strand. Zu ihm tritt ein Fremder, der sich der „Andere“ nennt. Er sei derjenige, der stets an Beckmanns Seite stehe, dem dieser niemals entkommen könne. Er sei der Jasager, der Optimist, der immer an das Gute glaube und Beckmann antreibe, wenn dieser nicht mehr weiterwolle. Beckmann weist die Lebensbejahung des Anderen zurück. Er erklärt, warum er keinen Vornamen mehr habe: Bloß „Beckmann“ habe ihn seine Frau genannt, als er nach drei Jahren heimgekehrt sei und sie an der Seite eines anderen Mannes vorgefunden habe. Und er berichtet von seinem Kind, das tot unter den Trümmern liege, ohne dass er es je gesehen habe.
Eine junge Frau tritt hinzu. Das Mädchen, so ihre Rollenbezeichnung, hat Mitleid mit Beckmann, weil er so traurig aussehe. Sie nennt den nassen und frierenden Mann zärtlich „Fisch“ und nimmt ihn mit nach Hause. Zurück bleibt der Andere, der über die Menschen sinniert: Eben wollen sie sich noch umbringen, doch die Begegnung mit einer Frau genüge, sie wieder lebendig zu machen.

### 2. Szene
In ihrer Wohnung macht sich die Frau über Beckmanns Aussehen lustig. Mit seiner Gasmaskenbrille erinnere er sie an ein Gespenst. Sie nimmt ihm die Brille ab, ohne die er hilflos ist, und überlässt ihm die Jacke ihres Mannes, der seit drei Jahren in Stalingrad vermisst sei. Beckmann fühlt sich unbehaglich in der zu weiten Jacke des Fremden. Plötzlich hört er das klopfende Geräusch von Krücken, und der Einbeinige taucht auf, ruft vorwurfsvoll Beckmanns Namen und verlangt seine Jacke und seine Frau zurück. Beckmann flüchtet aus der Wohnung.
Der Andere hält Beckmann davon ab, erneut den Weg zur Elbe zu suchen. Beckmann erklärt, dass er im Krieg der Unteroffizier des Einbeinigen gewesen sei, dessen Verstümmelung er auf seinen Befehl, die Stellung zu halten, zurückführt. Auch für den Tod von elf Soldaten eines ihm anvertrauten zwanzig Mann starken Aufklärungstrupps fühlt er sich verantwortlich. Der Andere schlägt vor, Beckmanns ehemaligen Oberst zu besuchen und ihm die Verantwortung zurückzugeben.

### 3. Szene
Der Oberst sitzt mit seiner Familie beim Abendessen. Seine Frau und Tochter gruseln sich vor Beckmann, der Schwiegersohn gibt sich überlegen. Beckmann berichtet dem Oberst von einem Traum, der ihn jede Nacht verfolge: Ein General spiele mit Armprothesen auf einem Xylophon aus Menschenknochen den Einzug der Gladiatoren und Alte Kameraden. Zur Marschmusik erhebe sich eine unübersehbare Menge von Soldaten aus ihren Gräbern. Der General übergebe Beckmann die Verantwortung für die Armee der Toten, die fortwährend seinen Namen brülle, bis Beckmann im Schlaf aufschreie und davon erwache.
Beckmann verlangt vom Oberst, die Verantwortung für die elf umgekommenen Mann seiner Truppe zurückzunehmen, die dieser ihm einst übertrug. Danach hofft er, endlich ruhig schlafen zu können. Als der Oberst erkennen lässt, dass der Begriff der Verantwortung für ihn bloß eine Floskel ist, fragt Beckmann nach der Anzahl der Toten, die den Oberst nachts besuchen. Der Oberst lacht laut auf und tut Beckmanns Auftritt als Kabarettnummer eines Komikers ab. Er gibt dem schäbig gekleideten Besucher den Rat, erst einmal wieder ein Mensch zu werden. Beckmann schreit auf, ob der Oberst samt seiner Familie denn Menschen seien, greift sich Brot und eine Flasche Rum und geht ab.

### 4. Szene
Nach Genuss des Alkohols sieht auch Beckmann die Welt als lachhaften Zirkus und spricht in der Hoffnung auf einen Broterwerb in einem Kabarett vor. Er trägt den sarkastisch umgedichteten Kriegsschlager Tapfere kleine Soldatenfrau vor. Doch der Direktor des Kabaretts fürchtet, Beckmann könne ihm sein Publikum vergraulen. Der Vortrag ist ihm zu wenig heiter und gelassen, zu deutlich und plakativ. Auf Beckmanns Einwand, er beschreibe doch die Wahrheit, entgegnet der Direktor, Wahrheit und Kunst hätten nichts gemein; von der Wahrheit wolle niemand mehr etwas wissen. Beckmann wird bitter und geht.
Erneut will Beckmann in die Elbe, doch wieder hält ihn der Andere zurück. Er erinnert Beckmann an seine Eltern. Der macht sich mit neu erwachter Hoffnung auf den Weg zu seinem früheren Zuhause.

### 5. Szene
Vor der Wohnungstür seiner Eltern bemerkt Beckmann ein fremdes Namensschild. Eine Frau Kramer öffnet und teilt ihm reserviert mit, die Wohnung gehöre nun ihr. Dann wird sie leutselig und erzählt Beckmann, dass sich seine Eltern umgebracht hätten, weil der Vater ein aktiver Nazi gewesen sei und man ihm nach dem Krieg Pension und Wohnung genommen habe. So hätten sich die beiden selbst „entnazifiziert“. Frau Kramer bedauert lediglich das dabei verschwendete Gas. Beckmann sinkt verzweifelt und entkräftet auf den Stufen vor der Tür zusammen.
Ein Traum konfrontiert Beckmann noch einmal mit den Figuren des Stücks. Er fragt Gott, wer ihn eigentlich einen „lieben Gott“ genannt habe, und wann er während des Kriegs lieb gewesen sei. Gott verteidigt sich, die Menschen hätten sich von ihm abgewandt, und er geht mit Klagen um seine armen Kinder ab. Der Tod tritt als Straßenfeger in Erscheinung und verspricht Beckmann, seine Tür stehe ihm jederzeit offen. Der Andere versucht, Beckmann aus dem Traum zu reißen. Er will Beckmann überzeugen, dass die Menschen gut seien und an seinem Tod nicht achtlos vorbeigehen. Doch eine Person des Stücks nach der anderen zieht an dem am Boden liegenden Beckmann vorüber. Für den Oberst ist er bloß einer, der sowieso vor die Hunde gegangen wäre. Der Kabarettdirektor sieht Beckmann als prädestiniert für tragische Rollen, leider wolle die heute keiner mehr sehen. Frau Kramer geht der „Junge“ ans Herz, doch sie gibt sich robust, man könne nicht jeden beweinen. Beckmanns Frau geht in der Umarmung mit einem anderen Mann vorbei, ohne ihn zu erkennen. Schließlich erscheint das Mädchen. Es hat Beckmann seit ihrer Begegnung gesucht und will mit ihm lebendig sein. Doch in seinem Gefolge erscheint der Einbeinige. Er ist in die Elbe gegangen, als er Beckmann bei seiner Frau vorfand. Jetzt fordert er von Beckmann, den Mord an ihm nicht zu vergessen.
Beckmann wacht auf. Er ist allein. In einer letzten Anklage resümiert er seine Heimkehr und prangert an, dass man jeden Tag morde und gemordet werde. Er fragt nach dem Sinn des Lebens und seines Weiterlebens, verlangt nach Antworten, ruft nach dem Anderen und nach Gott, doch beide schweigen. So endet er mit dem dreifachen Aufschrei, ob denn keiner Antwort gebe.

## Form und Sprache
Draußen vor der Tür wird auf mehrfache Weise eingeleitet: dem Prolog schließen sich ein Vorspiel und ein Traum an. Ein zum Vorspiel korrespondierendes Nachspiel ist nicht vorhanden, der Aufbau des Dramas also nicht ausgewogen. Nach der Auffassung Bernd Balzers solle der Zuschauer das Nachspiel selbst leisten. Der Ablauf der fünf Szenen uneinheitlicher Länge folgt der offenen Form eines Stationendramas, in dessen loser Reihung von Stationen die übrigen Figuren des Stücks lediglich durch ihren Einfluss auf die Entwicklung der Hauptfigur Bedeutung erlangen. Diese Dramenform war für die Epoche des Expressionismus zu Beginn des 20. Jahrhunderts charakteristisch. An sie knüpfte Borchert auch durch die Verwendung diverser Stilmittel an: namenlose, typisierte Figuren wie das Mädchen oder der Oberst, beständiger Wechsel von Realität und Irrealität in der Handlung, konzentrierte, repetitive und expressive Sprache. Wie bewusst Borchert die Tradition dieser vergangenen Epoche aufgriff, ist nicht bekannt. Allerdings erklärte er in einem Jugendbrief von 1940: „Ich bin Expressionist – mehr noch in der inneren Anlage und Geburt als in der Form.“
Das relativ kurze Theaterstück wird dominiert von seinem Protagonisten Beckmann, der immer wieder Monologe hält und das Drama auch mit einem solchen beschließt. Er hat einen Redeanteil von über 60 % des Stücks, wohingegen Beckmanns Antagonist, der Andere, lediglich rund 8 % des Textes spricht. Durch die Verwendung von Umgangssprache wird Beckmann als Durchschnittsmensch gekennzeichnet – „einer von denen“, wie er in der Personage des Dramas eingeführt wird, der Landserausdrücke wie „pennen“, „ersaufen“ und „saufen“ verwendet. Auch die übrigen Figuren erhalten durch Alltagssprache plastische Konturen. Frau Kramer wird durch ihr gewöhnliches Vokabular als Kleinbürgerin charakterisiert, die personifizierte Elbe als eine derbe, aber mütterlich-robuste Frau.
Verschiedene Strukturelemente dienen als Leitmotive: Beckmanns Träume und traumhafte Elemente durchdringen regelmäßig die Realität der Handlung. Eine ins Schloss fallende Tür beendet jeweils die Stationen von Beckmanns Suche, nach denen er sich „draußen vor der Tür“ wiederfindet. Beckmanns Gasmaskenbrille provoziert wiederholt ablehnende Reaktionen und ist ein Symbol dafür, dass Beckmanns Blick auf die Welt noch immer von seinen Kriegserfahrungen bestimmt ist. Als weiteres Kernelement durchziehen Fragesätze das Stück. Beckmanns Fragen, die er im Verlauf des Stücks an die verschiedensten Adressaten richtet, bleiben im Wesentlichen unbeantwortet, bis er sie in der abschließenden Klimax steigert: „Gibt denn keiner Antwort? Gibt keiner Antwort??? Gibt denn keiner, keiner Antwort???“
Sprachlich bedient sich Borchert eines Stakkato-Stils, wenn er Beckmanns Erregung hervorheben oder Spannung erzeugen will. Das Stakkato wird erzeugt durch Ellipsen, eigenwillige Interpunktion und die Verwendung von Konjunktionen und Adjektiven als Satzbeginn. Verknüpft wird häufig das Stilmittel der Wiederholung, das die Dringlichkeit des Gesprochenen unterstreicht und sich zuweilen bis zur Besessenheit steigert: „Seit gestern. Seit gestern heiße ich nur noch Beckmann. Einfach Beckmann. So wie der Tisch Tisch heißt. […] Ich war nämlich drei Jahre lang weg. In Rußland. Und gestern kam ich wieder nach Hause. Das war das Unglück. Drei Jahre sind viel, weißt du. Beckmann – sagte meine Frau zu mir. Einfach Beckmann. Und dabei war man drei Jahre weg. Beckmann sagte sie, wie man zu einem Tisch Tisch sagt. Möbelstück Beckmann. Stell es weg. Das Möbelstück Beckmann.“ Im Dialog Beckmanns mit dem Oberst wird der abgehackte Stil zum verknappten Militärjargon: „Jawohl, Herr Oberst. Bin irgendwo mit eingestiegen. In Stalingrad, Herr Oberst. Aber die Tour ging schief, und sie haben uns gegriffen. Drei Jahre haben wir gekriegt, alle hunderttausend Mann.“
Beeinflusst von Borcherts früher Lyrik, ist der Sprachfluss des Dramas oftmals rhythmisch komponiert, etwa wenn in Beckmanns Traum die Woge der Toten sprachlich durch rhythmischen Gleichklang unterstützt wird: „Eine furchtbare Flut kommen sie angeschwemmt, unübersehbar an Zahl, unübersehbar an Qual! […] Und das Brüllen wächst und rollt und wächst und rollt!“ Das Stilmittel der Alliteration wird vor allem zur Hervorhebung eingesetzt und unterstützt ebenfalls den Rhythmus: das Meer der Toten ist „breit, breiig, bresthaft und blutig“. Daneben zeichnet sich Borcherts Sprache immer wieder durch ungewöhnlich verwendete Attribute sowie Komposita und Neologismen aus. So wird der nasse Beckmann für das Mädchen ein „Fischmensch“, der alte Mann zum „Märchenbuchliebergott“ und der Straßenfeger durch den Streifen an seiner Hose ein „deutscher Generalstraßenfeger“.
Trotz des tragischen Handlungsgerüsts enthält Draußen vor der Tür zahlreiche komische Elemente. Der kanadische Germanist Erwin Warkentin sah in Beckmann mit seiner Gasmaskenbrille keine realistische, sondern die grotesk übersteigerte Ausgabe eines Heimkehrers. Seine rücksichtslose Rebellion klassifiziere ihn wie die Elbgöttin, die Beckmann und dem Publikum auf gröbste Art die Wahrheit sagen dürfe, als komische Figur. Beim machtlosen Gott wie dem überfressenen Tod seien die gewohnten Eigenschaften der beiden Figuren auf absurde Art ins Gegenteil verkehrt. Die Figuren des Kabarettdirektors, des Obersts sowie die Gottesfigur dienen Borchert als Ziel für satirische Spitzen gegen Gesellschaft, Militär und Religion. An verschiedenen Stellen des Dramas stehen Realität und Gegenwelt einander gegenüber, Beckmanns Welt entspreche immer wieder seiner auf den Kopf gestellten Wunschwelt, etwa wenn die Elbe sich ihm nicht als romantische Ophelia offenbare, sondern nach Öl und Fisch stinke. Auch sprachlich bedient sich Borchert häufig im Fundus einer Komödie und verwendet Wortspiele, Unter- und Übertreibungen sowie Euphemismen bis hin zu Ironie und Sarkasmus. Die Absicht der komischen Elemente sah Warkentin in der Vermittlung von Wahrheiten, die nicht auf direktem Weg als Tragödie, sondern indirekt als Komödie ihre Wirkung erzielen sollen. Für Karl S. Guthke wurde das Drama zur Tragikomödie, in der das Lachen über die menschliche Tragödie diese nicht aufhebe, sondern noch steigere.

## Interpretation

### Wirklichkeit, Allegorie und Traum

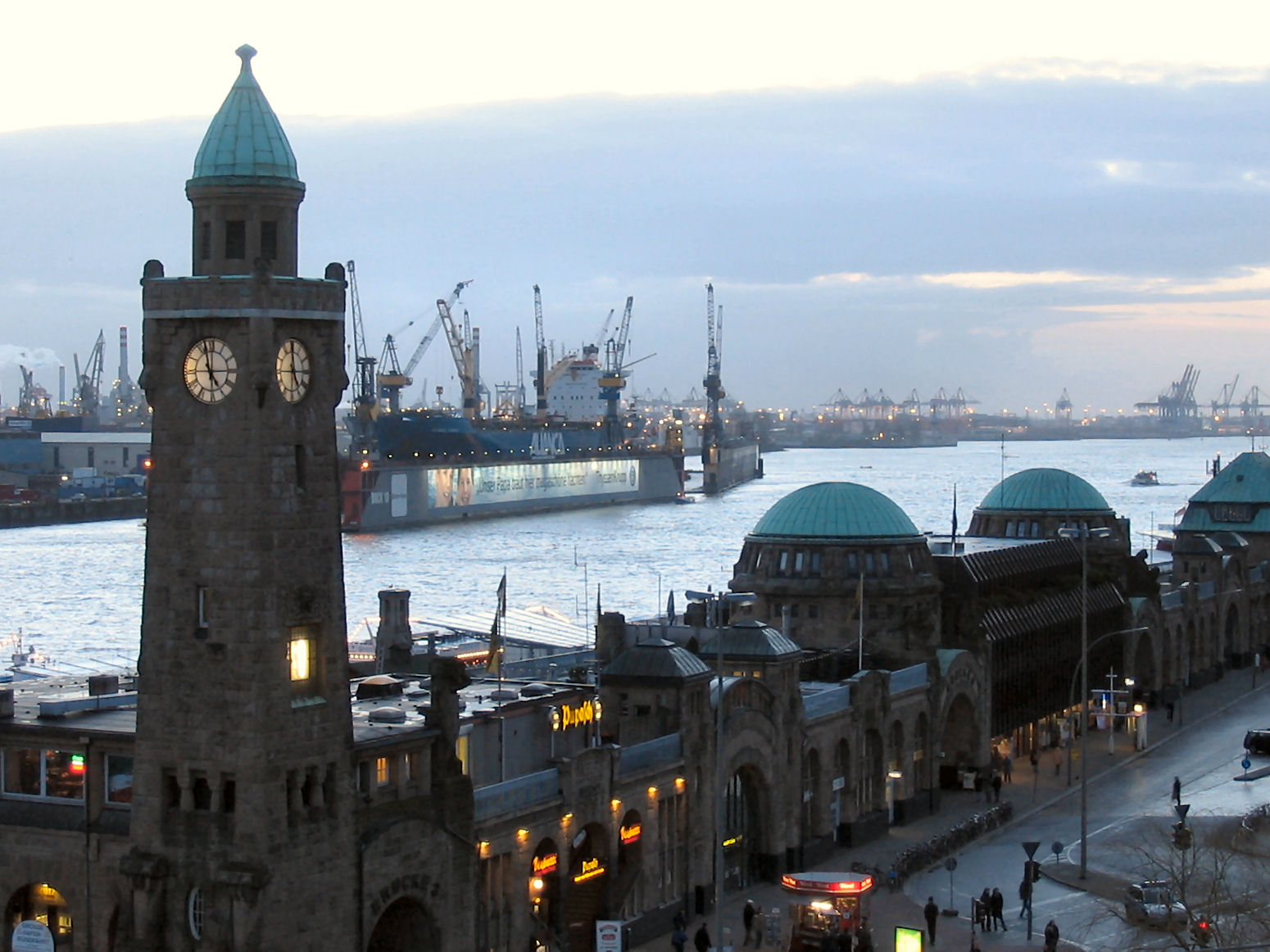
Die Handlung ist in der Wirklichkeit verortet, hier die St.-Pauli-Landungsbrücken in Hamburg, 2005

Im Gegensatz zur zeitgenössischen Rezeption, die in Borcherts Drama vor allem ein getreues, absichtlich kunstloses Abbild der Wirklichkeit wahrnahm, sah der schottische Germanist und zeitweilige Vorsitzende der Internationalen Wolfgang-Borchert-Gesellschaft Gordon J. A. Burgess Draußen vor der Tür als eine Mixtur aus Wirklichkeit, Allegorie und Traum, die ihren Effekt gerade aus den Wechselwirkungen der einander entgegengesetzten Realitätsebenen gewinne. Ort und Zeit der Handlung ordnen das Stück in der Realität ein, Beckmann sei ebenso wie die anderen auftretenden Figuren durch die Wirklichkeit geprägt und geschädigt. Doch bereits die Rollennamen stehen nicht für bestimmte Individuen, sondern für repräsentative Typen. Beckmann werde explizit als „einer von denen“ eingeführt, der Beerdigungsunternehmer sei eine allegorische Verkörperung des Todes, der alte Mann eine solche Gottes.
Nach dem Vorspiel und Beckmanns surrealem Traum scheinen die folgenden fünf Szenen durch einleitende realistische Ortsschilderungen in der Wirklichkeit verortet. Allerdings verschiebe sich in ihrem Ablauf jeweils die Realität, Borchert berichte dem Oberst von einem Albtraum, oder es treten fiktive Figuren wie der Einbeinige oder der Andere auf. Während der Einbeinige für Beckmann zur Verkörperung der Vergangenheit und seiner Verantwortung werde, sah Burgess im Anderen „eine der rätselhaftesten Figuren im deutschen Drama der Moderne“. Er werde von Beckmann – anders als etwa die Elbe – nicht geträumt, trete aber auch nicht in der Realität auf. Burgess sah ihn nicht bloß als unbewussten Teil Beckmanns oder dessen Alter Ego, da der Andere einen Blick von außen auf Beckmann werfe, den Blick eines Fremden, der vieles über Beckmann nicht wisse. Stattdessen verkörpere er eine universell menschliche Haltung, die sich in seiner Lebensbejahung und dem verdrängenden Umgang mit Problemen äußere. Für Beckmann stelle er den Mitmenschen dar und weise über sein spezifisches Schicksal hinaus.
Mit einem Umfang von über zwei Dritteln der 5. Szene bilde Beckmanns zweiter Traum den Höhepunkt des Dramas. In ihm verknüpfen sich alle drei Realitätsebenen und treten noch einmal alle Personen des Stücks auf. Während Beckmann zuerst den Tod positiv herbeisehne, leite das Erscheinen des Mädchens eine Wende ein. Im Gegensatz zu seinen bisherigen Erfahrungen werde er von ihr nicht ausgestoßen, sondern zum ersten Mal angenommen. Doch das Mädchen gehöre zu Beckmanns Vergangenheit, habe nicht an seiner Entwicklung teilgenommen und biete ihm daher auch keine Zukunft. An Stelle des Mädchens trete der Einbeinige, der für Beckmann zum Spiegelbild seiner eigenen Lage werde. Er demonstriere mit seinem Freitod eine Wahlmöglichkeit, lasse Beckmann aber gleichzeitig die Sinnlosigkeit des Todes erkennen. Durch den Tod des Einbeinigen exorziere Beckmann seine eigene Todessehnsucht und finde den ersten Schritt vom Todes- zum Lebenswillen. Der Andere, der Beckmanns Pessimismus stets seinen Optimismus entgegengehalten habe, fehle am Ende. Beckmann habe sich innerlich weiterentwickelt und benötige ihn künftig nicht mehr. So bleibe ein offenes Ende, in dem es auf Beckmann alleine ankomme, wie er in Zukunft seine Auseinandersetzung mit der Wirklichkeit bestreite.

### Einordnung des Dramas
Draußen vor der Tür wurde in vielen Rezensionen als „Schrei“ oder „Aufschrei“ des Autors und seiner ganzen Generation wahrgenommen. Die Aufnahme wurde dabei auch vom Nachwort Bernhard Meyer-Marwitz’ in Borcherts Gesamtwerk bestimmt, der festlegte: „Dieses Stück ist in der Glut einer irdischen Vorhölle gebrannt worden, es ist mehr als eine literarische Angelegenheit, in ihm verdichten sich die Stimmen von Millionen, von Toten und Lebenden, von vorgestern, gestern, heute und morgen, zur Anklage und Mahnung. Das Leid dieser Millionen wird Schrei. Das ist Borcherts Stück: Schrei! Nur so kann es begriffen und gewertet werden.“ Andere Stimmen widersprachen dieser Vorgabe. So hatte nach Meinung des Borchert-Biografen Claus B. Schröder Borchert sein Drama wesentlich nüchterner und bewusster komponiert, als es die Metapher vom „Schrei“ nahelege. Er verwies auf die Szene zwischen Beckmann und dem Kabarettdirektor, in der dieser selbst vom „Schrei“ und „Aufschrei“ der Herzen einer leidenschaftlichen Jugend sprach, der bei ihm bloß zur leicht verkäuflichen Masche wurde.
Fritz Martini sah in Draußen vor der Tür das einzige deutsche Drama in der unmittelbaren Nachkriegszeit, das eine Sprache und ein repräsentatives Gewicht mitten aus der Zeit gefunden habe. In der Mitte des Geschehens stehe Beckmann als vollkommen vereinsamter, von Gott und der Gesellschaft ausgestoßener Mensch. Die anderen Figuren dienen ihm nur als Spiegel seiner Seele, es komme zu keinem wirklichen Dialog mit seinem Mitmenschen. Das Drama werde ein Monodrama, ein einziger Monolog und immer wiederkehrender Schrei. An die Stelle einer dramatischen Handlung trete Beckmanns Spaltung von der Welt und seinem Ich. Nicht der reinigende Tod, die Katharsis einer klassischen Tragödie beschließe das Stück. Beckmann stehe am Ende genau dort, wo er bereits am Anfang gestanden habe, nur noch verzweifelter. Der Schluss bleibe offen, nicht die Erlösung folge, sondern wie in Stücken von Samuel Beckett das Nichts. Für den Literaturgeschichtswissenschaftler Theo Elm stand Draußen vor der Tür in der Tradition der Mitleidspoetik eines Lessings, Büchners oder Hauptmanns, in der nicht die großen Ideen und kühlen Gedanken im Mittelpunkt stehen, sondern das Mitgefühl und die Solidarität des Publikums mit den Figuren.
Franz Norbert Mennemeier erinnerte der Dramenaufbau an ein mittelalterliches Mysterienspiel. Der Mensch stehe zwischen Himmel und Totenreich, zur Hölle sei hingegen das Leben selbst geworden. Anders als im klassischen Mysterienspiel werde nicht über den Menschen gerichtet, sondern Beckmann, obwohl selbst von einer Schuld bedrängt, wandle sich vom Angeklagten zum Ankläger. Seine Klage trage die Züge von gefühlsbetontem, aufrüttelndem und moralisch motiviertem Protest, der typisch für die vergangene Epoche des Expressionismus gewesen sei. Der Idealismus Beckmanns scheitere jedoch, womit das Drama die Entwicklung des Expressionismus bis zu seinem Ende in Resignation nachzeichne. Im Schlussmonolog wende sich Beckmann ans Publikum, mache dieses in einem Moment der Aufrüttelung mitverantwortlich für sein Schicksal. Die Struktur des Stücks folge einem Seelendrama. Der Ablauf auf der Bühne werde zur Projektion von Beckmanns Innenleben, wodurch das Stück aber auch seinen Blick aufs Reale verliere: Konkrete politische oder gesellschaftliche Fragen werden weitgehend ausgeklammert. Nicht sie werden in Draußen vor der Tür die Ursache für die persönliche Katastrophe, sondern menschliche Gleichgültigkeit. Für Borchert stehe das individuelle Schicksal im Mittelpunkt, das allerdings zu seiner Zeit repräsentativ für das Schicksal einer ganzen Generation wurde.

### Beckmann als deutscher Jedermann

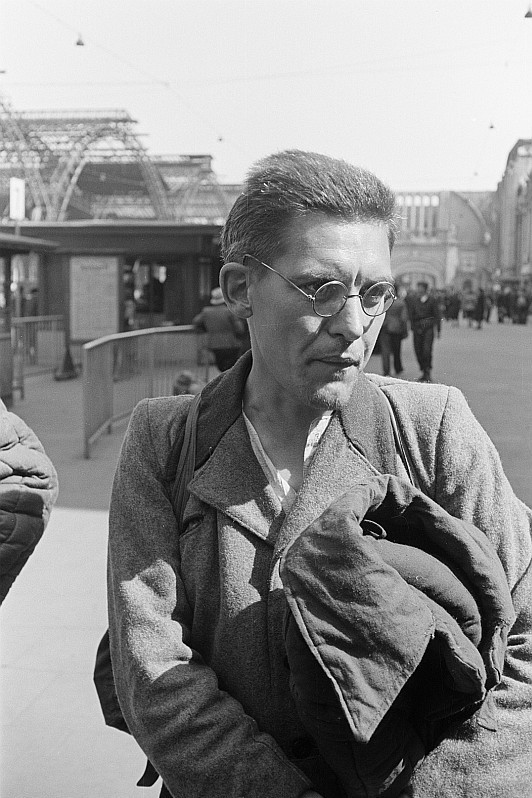
Porträt eines Kriegsheimkehrers 1950 in Leipzig, Foto von Roger und Renate Rössing

Aus Sicht des Borchert-Biografen Peter Rühmkorf hatte Borchert sein Ebenbild in der Figur Beckmanns mit so vielen allgemeinen und zeitbezogenen Zügen ausgestattet, dass zahlreiche Zeitgenossen in Beckmann ihr eigenes Ich erblicken konnten und er zu einem deutschen Jedermann wurde. Der Held des Stücks werde als Antiheld dargestellt und entspreche damit genau der Erwartung einer mythen- und heldenmüden Generation. Für die kurze Zeitspanne der Nachkriegsjahre hätten sich viele Menschen als gesellschaftliche Außenseiter und Opfer empfunden und sich mit der Rolle Beckmanns identifizieren können. Gerade, dass Beckmann auf jede Antwort nur wieder eine neue Frage stelle, entsprach für Rühmkorf dem inneren Zustand der Jugend nach dem Krieg.
Für Jan Philipp Reemtsma ließ sich die Identifikation der Kriegsgeneration mit Beckmann auch in dessen Umgang mit seiner persönlichen Kriegsschuld erklären: Beckmann strebe danach, seine Schuld abzugeben. Er frage nicht, wie er hätte anders handeln können, sondern wolle lediglich nicht länger Träger von Verantwortung sein. Das Stück zeichne ihn als Opfer; selbst als er im Krieg zum Täter geworden sei, habe er bloß Befehle ausgeführt. Zudem verenge das Drama die Sicht auf eine Seite des Krieges: die deutschen Gefallenen, die deutschen Kriegsversehrten, die deutschen Witwen und Waisen. Lediglich ihnen gegenüber fühle Beckmann Verantwortung. Im Gespräch mit Frau Kramer trete in besonderem Maße die Verdrängung der Holocausts hervor: Der Text bleibe unklar bezüglich der Antisemitismusvorwürfe gegen Beckmanns Vater. So verschmelzen in seiner Person der Mörder und der Mitläufer zum Opfer. Ausgerechnet Gas werde zum Mittel seines Suizids, wobei Frau Kramers Jammern über dessen Verschwendung ein gängiger auf die Vernichtungslager gemünzter Nachkriegszynismus gewesen sei, den Borchert spiegelverkehrt verwende. Beckmanns anschließende Klage, morgen gäbe es womöglich sechs Millionen Tote in Massengräbern, deute die Realität des Holocausts in eine künftige Möglichkeit um. Beckmanns Krieg werde so ein beliebiger Krieg und entferne sich von der Realität des Zweiten Weltkriegs und des Nationalsozialismus. Reemtsma zog das Fazit: „Draußen vor der Tür lieferte die Formeln und Bilder, mit deren Hilfe sich ein deutsches Publikum von seiner Vergangenheit lossagen konnte, ohne die Frage nach Verantwortung und Schuld zu stellen, geschweige denn beantworten zu müssen.“

### Bezug zu Borcherts Leben und Werk
Durch das zeitliche Zusammenfallen von Borcherts frühem Tod mit der Uraufführung seines Dramas Draußen vor der Tür wurde aus Sicht Rühmkorfs in der öffentlichen Wahrnehmung vielfach das Leben des Autors mit dem Geschehen auf der Bühne gleichgesetzt, was Borchert zu einem Mythos werden ließ, der oft die kritische Auseinandersetzung überstrahlte. Auch Rühmkorf selbst untersuchte in seiner Biografie die Verbindung Borcherts zu seinem Werk. Dabei entdeckte er bereits im jugendlichen Borchert jene Anlagen zu Bindungsangst, innerer Unruhe und Zerrissenheit, die später der Wiedereingliederung Beckmanns in die bürgerliche Gesellschaft im Wege standen. Aus Rühmkorfs Sicht hatte Borchert die Problematiken seiner eigenen Jugend in das Drama projiziert. So werde in der Begegnung zwischen Beckmann und dem Mädchen das Erlebnis einer erotischen Enttäuschung durch die Verknüpfung mit einer allgemeinen Schuldfrage überhöht. Beckmanns Vorspiel im Kabarett werde zum Spiegel von Borcherts eigenem beruflichen Dilemma: Verschlüsselt durch den Begriff der Wahrheit, habe er der Welt der Kunst nur seine unbewältigten Erlebnisse entgegenzusetzen. Die Figur des Anderen, des Ja-Sagers, führte Rühmkorf auf einen Teil von Borcherts Persönlichkeit zurück, der seine schwere Krankheit bis zuletzt optimistisch überspielte. Der Absolutheitsanspruch Beckmanns erinnerte ihn an die Forderungen an Wahrheit, Freiheit und Liebe des jugendlichen Borchert.

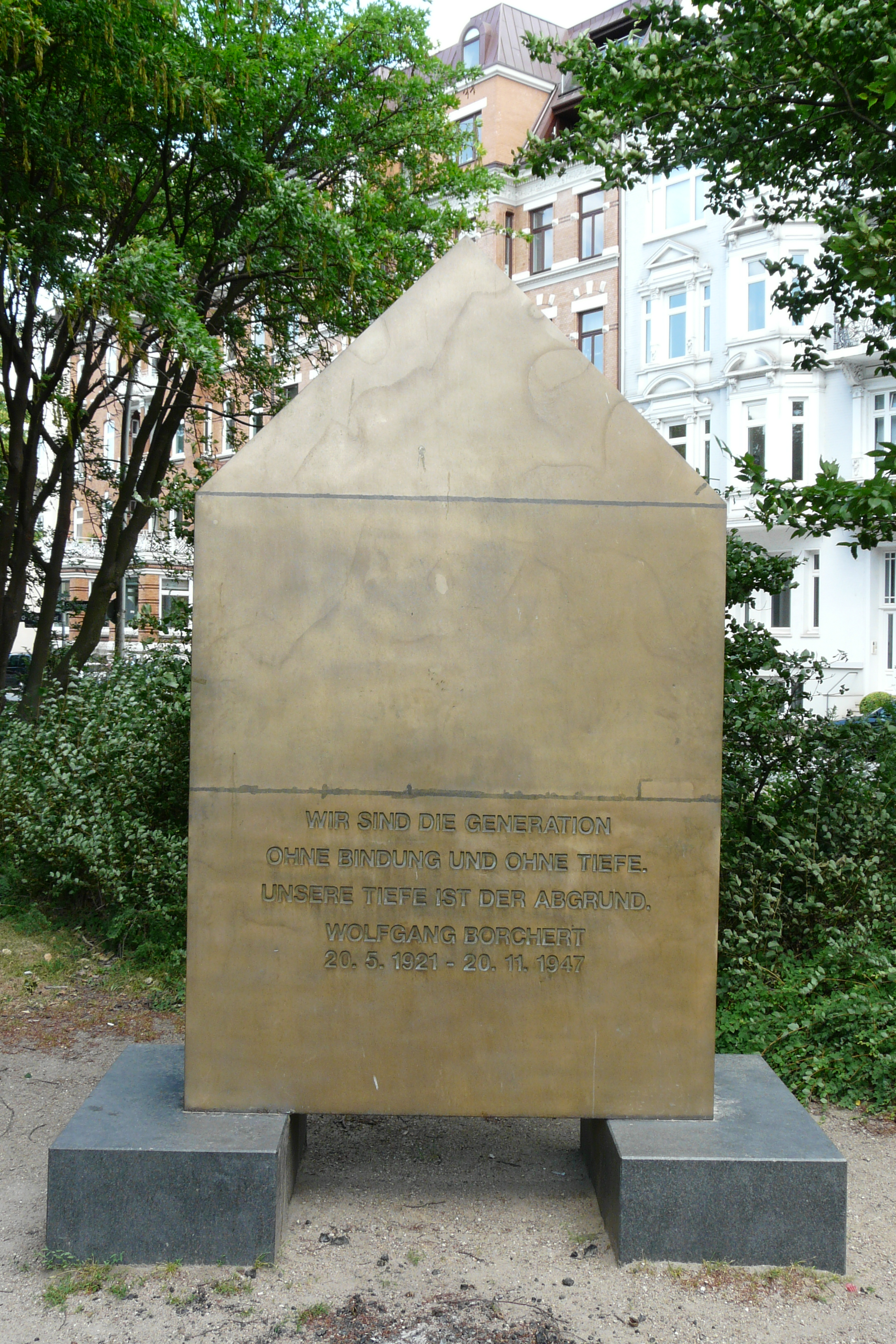
Gedenkstein für Wolfgang Borchert an der Außenalster in Hamburg-Uhlenhorst mit einem Text aus Generation ohne Abschied

Auch Reemtsma führte Draußen vor der Tür auf ein pubertäres Lebensgefühl zurück, das in egozentrischer Larmoyanz und Selbstüberhöhung seinen Ausdruck finde. Die Fragen Beckmanns nach dem Wohin und Warum seien die typischen Fragen der Pubertät, ausgesprochen im Tonfall eines Pubertierenden. Indem Beckmann sowohl naive Fragen stelle als auch wissende Anklagen formuliere, verlange er gleichzeitig als Kind und als Erwachsener ernst genommen zu werden. In einer pubertären Mischung aus Trotz und Abhängigkeit zögere Beckmann vor seinem Schritt in die Welt. Der Andere verführe ihn aus einem scheinbar erwachsenen Standpunkt zum Eintritt in die Gesellschaft. Beckmann jedoch misstraue ihr aufgrund schlechter Erfahrungen und sehne die verloren gegangene familiäre Geborgenheit der Kindheit zurück.
Die Protagonisten in Borcherts übrigem Werk sah der bulgarische Germanist Bogdan Mirtschev zumeist in einer vergleichbaren persönlichen Lebenskrise infolge von Einsamkeit, Lebensangst, dem Mangel an Liebe und Geborgenheit. Sie seien damit weniger typische Heimkehrer ins Nachkriegsdeutschland als Prototypen von Menschen in innerer Not, wobei sie keinen Ausweg aus ihrer Lebenskrise suchen, sondern in Pessimismus oder Verzweiflung verharren. Sie gehören einer „Generation ohne […] Behütung“ an, zu früh „ausgestoßen aus dem Laufgitter des Kindseins“, und beklagen nun ihr „Kuckucksschicksal“, ihr „Kuckuckslos, dieses über uns verhängte Verhängnis“. Wie Beckmann in Draußen vor der Tür der angebotenen Rolle als Mann entfliehe, erweisen sich Borcherts Protagonisten zumeist unfähig zu längerfristigen Beziehungen und befinden sich fortwährend auf der Flucht: „Es gibt kein Tal für eine Flucht. Überall treff ich mich. Am meisten in den Nächten. Aber man türmt immer weiter. Das Tier Liebe greift nach einem, aber das Tier Angst bellt vor den Fenstern, […] und man türmt.“ Dennoch verfallen Borcherts Protagonisten selten in endgültige Resignation. So befehle sich der entkräftete Leutnant Fischer in der Kurzgeschichte Die lange lange Straße lang, von einer vergleichbaren Kriegsschuld wie Beckmann belastet, das Weitermarschieren bis zur gelben Straßenbahn am Ende der Straße, die die menschliche Gemeinschaft symbolisiere. Und im Gespräch über den Dächern treffe einer der Dialogpartner die Entscheidung zum Weiterleben „aus Trotz? Aus purem Trotz.“

### Existenzialismus und Psychoanalyse

Eine Aufführung des Dramas Geschlossene Gesellschaft von 2008

Mit zunehmendem Abstand zum historischen Hintergrund wurden in den Untersuchungen von Draußen vor der Tür stärker die über die Zeit hinaus weisenden Dimensionen des Dramas in den Mittelpunkt gerückt, insbesondere wurde der Bezug zu Existenzialismus und Existenzphilosophie thematisiert. Der amerikanische Germanist Karl S. Weimar ging von einem Vergleich mit Jean-Paul Sartres Drama Geschlossene Gesellschaft aus. In einer entgegengesetzten Ausgangssituation bleiben dort die drei Protagonisten in der Gesellschaft eingeschlossen, wogegen Beckmann von der Gesellschaft ausgeschlossen sei. Einheitlich gehe es in beiden Dramen darum, dass die Protagonisten an der intersubjektiven Position zu ihren Mitmenschen leiden und diese zu verbessern suchen. Die Ausgangssituation sei ein Zustand der Entfremdung, das Ziel der Suche der existenzialistische Begriff einer „authentischen Existenz“.
Im Unterschied zu Sartres existenzialistischem Humanismus, der atheistisch geformt sei, suche Beckmanns Existenzialismus bis zum abschließenden Monolog nach Antworten und nach Gott. In dieser Position sah Weimar Borchert eher mit Martin Heideggers Existenzphilosophie verwandt. Beckmanns Versuche, sich sein Sein zu erschließen, entsprechen der Konzeption Heideggers. Beckmann strebe danach, nicht länger einer unter der Masse der zurückkehrenden Soldaten zu sein, sondern ein individuelles Selbst. Nachdem Beckmann von der Elbe ins Leben geworfen werde, diene ihm der Andere als „Ruf des Gewissens“, der Beckmann zwar scheinbar in die Gesellschaft zurücktreibe, dabei jedoch seine Beschäftigung mit sich selbst initiiere, aus der Beckmann erst seine Individualität und den Weg zum eigentlichen Sein finden könne. In der Bedeutung des Todes entferne sich Borchert wieder von Heideggers „Sein zum Tode“ und nähere sich Sartre an, denn auch für Beckmann bleibe der Tod sinnlos. Wie Geschlossene Gesellschaft biete Draußen vor der Tür keinen Abschluss, sondern lediglich den Ausschnitt eines Geschehens, das sich außerhalb des Dramas fortsetze. Beckmann sei am Ende auf sich selbst zurückgeworfen, habe allerdings im Unterschied zum Beginn des Dramas das Bewusstsein seiner Lage erlangt. So enden trotz aller vergangenen und zukünftigen Enttäuschungen beide Dramen mit einer prinzipiellen Hoffnung.
Karl S. Guthke bezeichnete Weimars Abhandlung als eine „vielleicht allzu tiefsinnige und Borchert allzu philosophisch nehmende Interpretation“. Für Tennessee Williams war dagegen, von der Zeitbezogenheit der Thematik verdeckt, mit Draußen vor der Tür „der Aufbruch zu einer psychoanalytischen Dramatik in Deutschland geschehen“. Der amerikanische Germanist Donald F. Nelson schloss eine tiefenpsychologische Deutung an, in der er die Figuren des Stücks nicht bloß als Typen, sondern nach C. G. Jung als die im kollektiven Unbewussten angesiedelten Archetypen klassifizierte. Das Wasser, verkörpert durch die Elbe, wurde für ihn zu einem mütterlichen Element, ihre Zurückweisung des Suizids zu Beckmanns zweiter Geburt und seine anschließende Suche nach der offenen Tür zur Sehnsucht nach der Rückkehr in den Mutterleib. Dabei hob Nelson auch auf die starke Mutterbindung Borcherts ab. In eine andere Richtung ging sein Kollege A. Leslie Wilson. Für ihn stellte das ganze Stück das traumartige Erleben eines Ertrinkenden dar, in dessen veränderter Wahrnehmung unter Wasser die Geräusche des Stücks wie die zufallende Tür eine besondere Bedeutung annehmen. Nach Ansicht Bernd Balzers hatten sich diese beiden Interpretationen „aus den Niederungen der Wirklichkeit auf die Ebene eines ausschließlich symbolischen Verständnisses begeben“.

## Zeit- und literaturgeschichtlicher Kontext

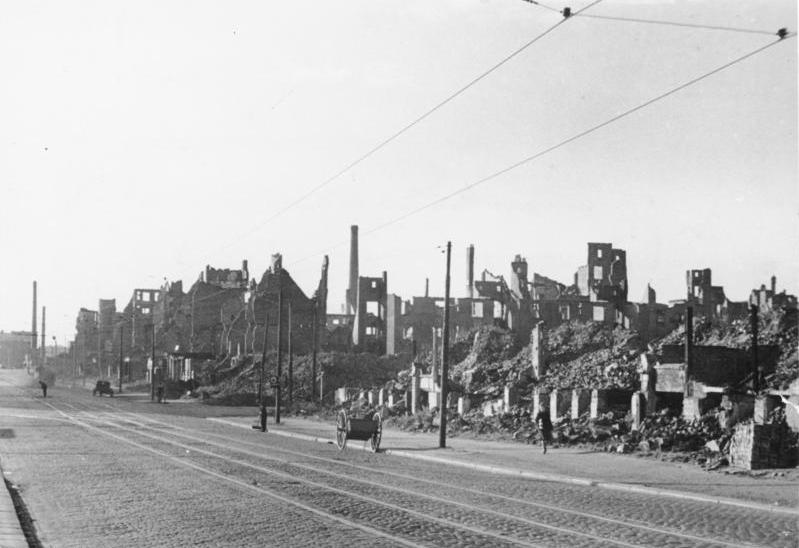
Ruinen in Borcherts Heimatstadt Hamburg 1947

Das Ende des Zweiten Weltkriegs wurde oft als „Stunde Null“ für die deutsche Literatur bezeichnet. Der Zusammenbruch der alten Ordnung sowie die in Trümmern liegenden deutschen Städte führten auch in der Literatur zu einer Neuausrichtung und radikal veränderten Ausdrucksformen, die später mit den Begriffen Kahlschlags- oder Trümmerliteratur belegt wurden und für die Wolfgang Borcherts Kurzgeschichten als beispielhaft gelten.
Im Gegensatz zu Prosa und Lyrik zeigte sich allerdings im Drama in den ersten Nachkriegsjahren noch kein Neuanfang. Die Bürokratie der Institution Theater verhinderte nach Auffassung Bernd Balzers zunächst die neuen Ausdrucksformen. Auf den Bühnen der Spielzeiten 1945 und 1946 wurden in erster Linie ausländische Stücke inszeniert. Hans Werner Richter formulierte im September 1946 in der Zeitschrift Der Ruf die Frage: „Warum schweigt die Jugend?“ Unter einer solchen Erwartung an Borcherts Generation entstand das Drama, dessen Erstausstrahlung als Hörspiel Ernst Schnabel mit den Worten anpries: „Hundertmal haben wir die Frage gehört: Warum schweigt die Jugend? Hat sie nichts zu sagen? – Und heute kündigen wir das Hörspiel Draußen vor der Tür von Wolfgang Borchert an. Auf dieses Stück haben wir gewartet“. Hellmuth Karasek wertete die Uraufführungen von Borcherts Draußen vor der Tür, Carl Zuckmayers Des Teufels General und Günther Weisenborns Widerstandsdrama Die Illegalen 1973 rückblickend als den „Beginn des Dramas in der Bundesrepublik“.

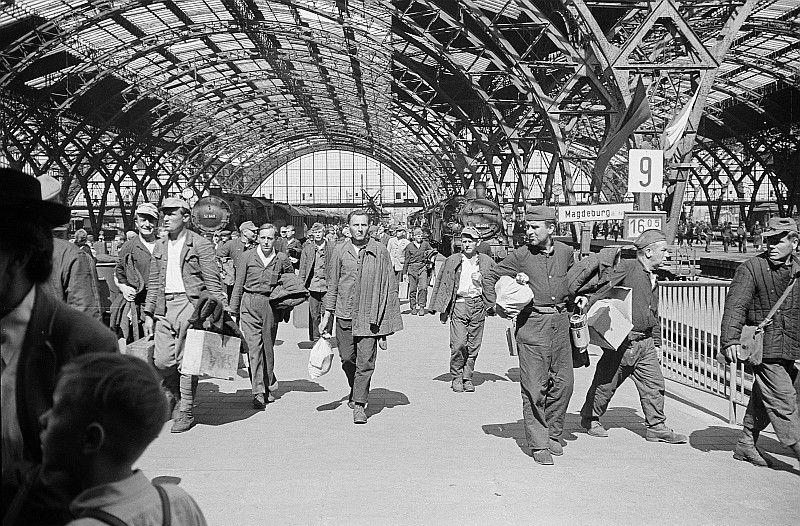
Kriegsheimkehrer 1950 in Leipzig, Foto von Roger und Renate Rössing

Das Schicksal der deutschen Kriegsgefangenen und die aus Kriegsgefangenschaft entlassenen Heimkehrer waren in der Nachkriegszeit zentrale Themen im deutschen Alltag, die auch in der zeitgenössischen Kunst häufig aufgegriffen wurden. Draußen vor der Tür reihte sich in eine Vielzahl ähnlicher Werke mit Bezug auf die Thematik der Heimkehrer ein. So war bei einem 1946 ausgeschriebenen Hörspielwettbewerb des Berliner Rundfunks von 1200 eingereichten Manuskripten das Los des Heimkehrers, betrachtet aus den verschiedenen Perspektiven, das am häufigsten bearbeitete Motiv. Auch in Bezug auf eingesandte Schauspiele an die Zeitschrift Theater der Zeit äußerte sich Fritz Erpenbeck im Mai 1947: „Den Hauptteil stellte das Zeitstück […]. Etwa die Hälfte der Stücke behandelt das Thema des Rückkehrers.“
Die überwiegende Mehrzahl der in den Nachkriegsjahren produzierten Hörspiele mit Heimkehrern in zentralen Rollen fokussierte sich auf deren private Probleme, so wurde etwa das Thema des Ehebruchs häufig in den Mittelpunkt gestellt. Kriegserlebnisse blieben weitgehend ausgeblendet. Der Heimkehrer wurde zumeist als Außenseiter dargestellt, durch dessen Augen ein verfremdeter Blick auf die Gegenwart möglich wurde. Allerdings ging Draußen vor der Tür in seiner Kritik an der Nachkriegsgesellschaft deutlich über die meisten zeitgenössischen Stücke hinaus. Gemein war den Stücken vielfach der pädagogische Appell und große moralische Gestus, der sich auch im Pathos Beckmanns in Draußen vor der Tür zeigt. Trotz der zahlreichen Bearbeitungen des Themas blieben die Heimkehrer-Hörspiele ohne nachhaltige Wirkung, wie auch kaum eines der deutschen Theaterstücke mit Heimkehrmotiven nach 1945 eine stärkere öffentliche Wahrnehmung und keines eine längerfristige Bedeutung erreichte. So wurde bereits in den frühen Rezensionen Draußen vor der Tür nicht in den Kontext der zeitgenössischen Literatur gestellt, sondern der Bezug zu weiter zurückliegenden Stücken thematisiert, etwa Ernst Tollers Heimkehrertragödie aus dem Ersten Weltkrieg Der deutsche Hinkemann – Peter Rühmkorf nannte Beckmann den „Hinkemann des Zweiten Weltkrieges“ – oder Georg Büchners Woyzeck – Alfred Andersch urteilte: „Der Woyzeck ist zu Ende gedichtet“. Einen direkten zeitgenössischen Einfluss auf Draußen vor der Tür sah Borchert-Biograf Helmut Gumtau in Theodor Plieviers Roman Stalingrad, zu dem Borchert eine Rezension verfasst hatte, deren Stil sich später in den Monologen seines Dramas spiegelte.

## Entstehungsgeschichte

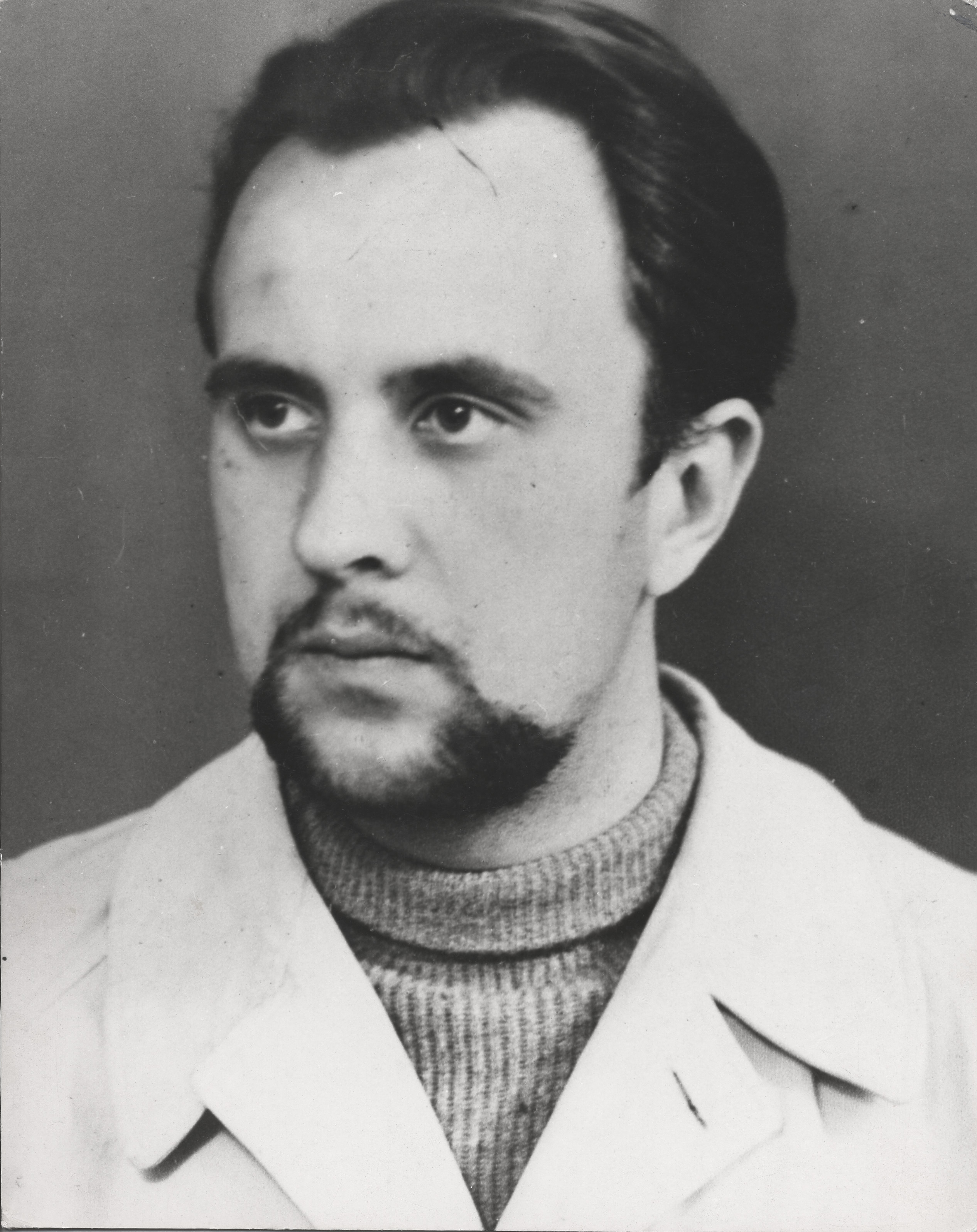
Wolfgang Borchert, 1945

Obwohl Wolfgang Borchert bereits seit seiner Jugend Gedichte geschrieben und zwischen 1938 und 1941 drei unpublizierte und ungespielte Jugenddramen verfasst hatte, sah er sich lange Zeit weniger als Schriftsteller denn als Schauspieler. Auch nach dem Krieg war dies noch der Beruf, den er in einem Ausweisformular angab. Doch eine fortschreitende Lebererkrankung, die er sich als Folge des Krieges gegen die Sowjetunion und zweier Inhaftierungen wegen so genannter Wehrkraftzersetzung zugezogen hatte, unterband körperliche Ausdrucksmöglichkeiten, und Borchert wandte sich verstärkt der Literatur zu. Auf seinem Krankenbett entstanden zwischen Januar 1946 und der Abreise im September 1947 ins Basler St.-Clara-Spital, in dem Borchert zwei Monate später starb, über 50 Prosatexte sowie sein Drama Draußen vor der Tür.
Der genaue Entstehungszeitpunkt von Draußen vor der Tür ist unbekannt. Peter Rühmkorf datierte die Entstehung auf Januar 1947, Borcherts Freund und Verleger Bernhard Meyer-Marwitz gab den Spätherbst 1946 an und führte weiter aus: „Borchert schrieb dieses Stück in knapp acht Tagen. Der Stoff überwältigte ihn derart, daß er jede Rücksicht gegen sich selbst vergaß. Er fand keine Ruhe, bevor der letzte Federstrich getan war.“ Ohne Erwartung einer künftigen Aufführung nahm Borchert keine Rücksicht auf formale Fragen oder dramaturgische Gesetze. Nach Abschluss der Arbeit erlitt Borchert einen Schwächeanfall, doch sobald eine Maschinenabschrift vorlag, deklamierte er sein Stück in einer dreistündigen Lesung vor einigen Freunden. Der Name des Protagonisten geht zurück auf einen Freund Borcherts, den Bildhauer Curt Beckmann. Der ursprüngliche Titel des Dramas lautete Ein Mann kommt nach Deutschland. Neben dem bekannten Untertitel „Ein Stück, das kein Theater spielen und kein Zuschauer sehen will“ hatte Borchert seinem Drama auch ein programmatisches Motto vorangestellt: „Eine Injektion Nihilismus bewirkt oft, daß man aus lauter Angst wieder Mut zum Leben bekommt.“ Der Satz wurde in der späteren Druckfassung gestrichen; Claus B. Schröder vermutete, dies sei geschehen, um eine zu pessimistische und provokative Wirkung zu vermeiden.
Obwohl Borchert sein Drama ursprünglich für das Theater konzipiert hatte, gelangte es nicht auf der Bühne, sondern als Hörspiel im Radio zu seiner ersten Aufführung. Eine Bekannte Borcherts, die beim Nordwestdeutschen Rundfunk arbeitete, legte das Manuskript dem Hörspielredakteur Günther Schnabel vor. Dieser konnte seinen Bruder, den Chefdramaturgen Ernst Schnabel, für eine Hörspielumsetzung interessieren. Ernst Schnabel änderte den Titel des Stücks zu Draußen vor der Tür. Später begründete er, Ein Mann kommt nach Deutschland hätte „zu sehr nach einem Ufa-Film“ geklungen, Borchert habe sich der Änderung gegenüber sehr aufgeschlossen gezeigt. Die Aufnahmen fanden am 2. Februar 1947 unter der Regie von Ludwig Cremer statt, Beckmanns Rolle sprach Hans Quest. Das Hörspiel hatte am Ende eine Gesamtlänge von 79 Minuten 15 Sekunden und wurde nach einer Einleitung Ernst Schnabels erstmals am 13. Februar 1947 im Abendprogramm gesendet. Aufgrund einer Stromsperre konnte Wolfgang Borchert, der in der elterlichen Wohnung in Hamburg-Alsterdorf lebte, das Hörspiel selbst nicht empfangen. Erst eine Wiederholung der Ausstrahlung im NWDR verschaffte Borchert die Gelegenheit, sein eigenes Stück zu verfolgen. In einem Brief an Ernst Schnabels Ehefrau Gudrun bekannte er: „Für mich war es doch ein Erlebnis, meine eigenen Worte zum ersten Mal so zu hören und besonders Hans Quest hat mir restlos die Sprache verschlagen. Besser hätte es kaum einer gekonnt.“ Der Autor und sein Hauptdarsteller schätzten sich gegenseitig. Borchert widmete Quest die Buchausgabe von Draußen vor der Tür, Quest verlas an Borcherts Todestag dessen nachgelassenen Text Dann gibt es nur eins! im NWDR.
Noch vor der Ausstrahlung des Hörspiels erhielt Ida Ehre, Gründerin und Leiterin der Hamburger Kammerspiele, Kenntnis von Draußen vor der Tür. Ihre Reaktion war begeistert: „Das ist etwas fürs Theater! Der Text hat auf mich einen ungeheuren Eindruck gemacht.“ Gemeinsam mit dem Regisseur Wolfgang Liebeneiner besuchte sie den bettlägerigen Borchert und überzeugte ihn von der Umsetzung an den Kammerspielen. In einem späteren Interview berichtete Ida Ehre, der schwerkranke und bereits bettlägerige Borchert habe sich zunächst nicht mehr zugetraut, die notwendigen Änderungen für die Bühnenfassung noch vornehmen zu können. Allerdings hätten sie und der Regisseur so eindringlich an ihn appelliert, dass er schließlich doch noch mit der Arbeit begann und sie, im wahrsten Sinne des Wortes, mit letzter Kraft noch fertiggestellt habe.
Die Hauptrolle übernahm auch in Liebeneiners Inszenierung Hans Quest. In einem Brief gab Borchert Hinweise zur Aufführung: „[…] das Ganze muß ohne Pause durchgespielt werden. Den schnellen Szenenwechsel, der Beckmann immer plötzlich allein auf der Straße stehen läßt, den kann man durch Licht und Schattenwirkung sehr gut herausholen. Natürlich darf es kein Bühnenbild geben, und es dürfen immer nur die jeweiligen Möbel auf der Bühne stehen.“

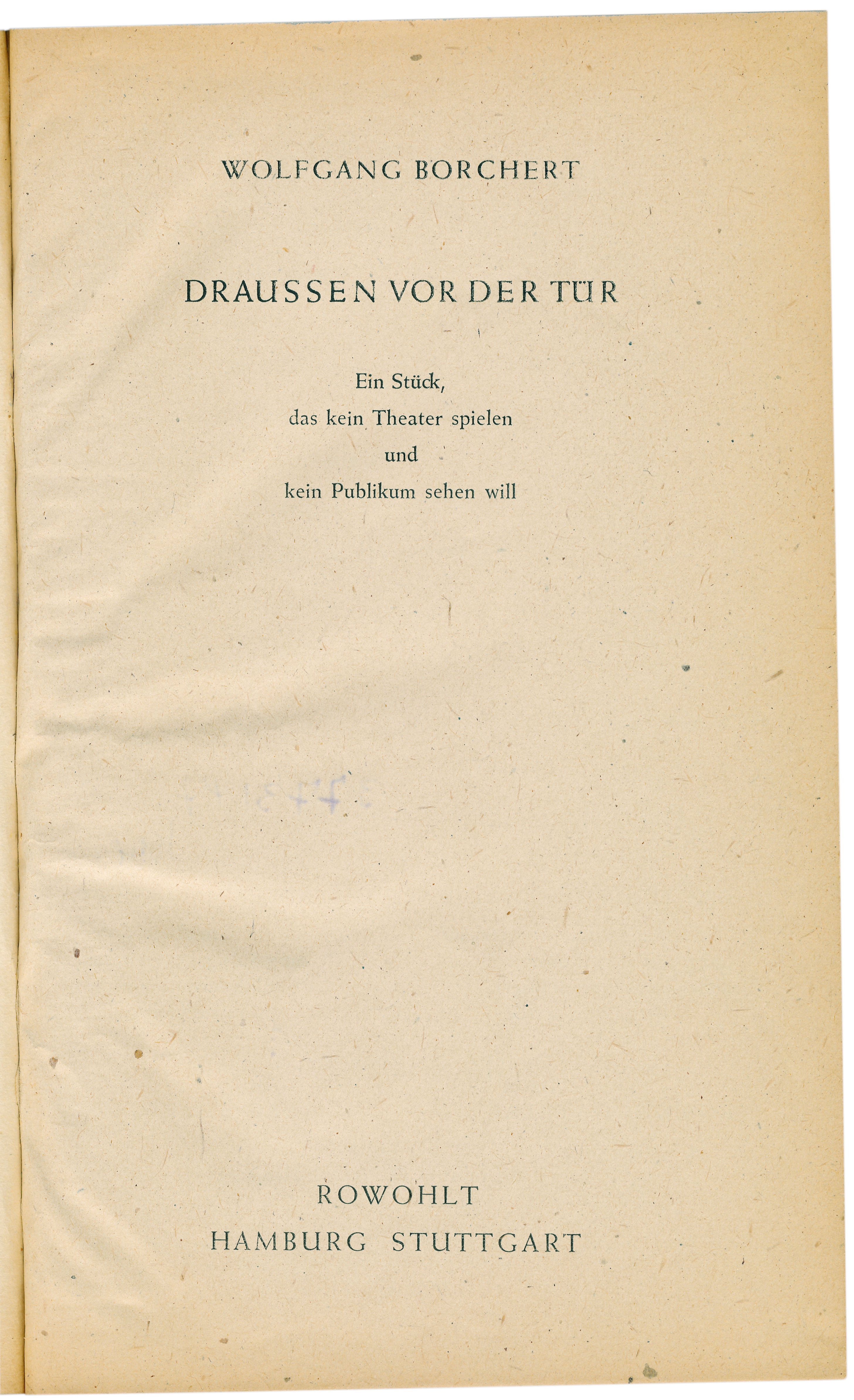
Titelseite des gedruckten Bühnenmanuskripts (Juli 1947)

Insgesamt sind drei Fassungen des Stücks zu unterscheiden: Borcherts Urfassung, die vom NWDR ausgestrahlte Hörspielfassung sowie die im Rowohlt Verlag publizierte Buch- und Bühnenfassung. Während die Urfassung nicht erhalten blieb, weichen die Versionen für Funk und Theater an einigen Stellen voneinander ab, am gravierendsten in der Kramer-Szene. Dort fehlen in der Hörspielbearbeitung jegliche Hinweise auf das Dritte Reich, die Judenverfolgung und die Schuld von Beckmanns Vater. Borchert selbst vermerkte über die Unterschiede knapp: „Hörspielfassung und Bühnenfassung identisch. Hörspielfassung in Hamburg lediglich aus programmtechn[ischen] Gründen gekürzt.“ Borchert-Biograf Helmut Gumtau nahm allerdings politische Gründe für die Änderung der Hörspielversion wahr und berief sich auf Borcherts Mutter, dass bereits das Manuskript ihres Sohnes aus Rücksicht auf die amerikanische Besatzungsmacht zurückhaltender ausgefallen sei als die Urfassung. Die Buch- und Bühnenfassung entstand auf Basis der Urfassung, ohne die Änderungen der Hörspielversion zu übernehmen. Sie wurde vom Rowohlt Verlag im Juli 1947 in gedruckter Form als unverkäufliches Bühnenmanuskript an die Theater ausgegeben. Eine zweite Auflage für den Buchhandel folgte im Mai 1948. Bereits die Uraufführung in den Hamburger Kammerspielen richtete sich an dieser Fassung aus; auch die späteren Theateraufführungen folgten ihr.
Borchert selbst zeigte sich auch nach den ersten Erfolgen kritisch gegenüber seinem eigenen Stück. In einem Brief an Henry Goverts bekannte er, dass er „es aus eigenem Antrieb nie einem Verlag angeboten hätte – eben weil es mir zu unfertig und unreif erschien, um als Buch zu erscheinen.“ In einem anderen Brief erläuterte er: „Es lag mir nichts daran, ein gutes Stück zu schreiben. Es sollte nur wahr und lebendig sein und das aussagen, was einen jungen Menschen heute bewegt.“ Und er schloss eine Deutung des Stücks an: „Beckmann geht am Ende nicht in die Elbe. Er schreit nach Antwort. Er fragt nach Gott! Er fragt nach der Liebe! Er fragt nach dem Nebenmann! Er fragt nach dem Sinn des Lebens auf dieser Welt! Und er bekommt keine Antwort. Es gibt keine. Das Leben selbst ist die Antwort. Oder wissen Sie eine?“ Kurz vor seinem Tod in Basel urteilte er in einem Interview über den sich abzeichnenden Erfolg seines Stücks: „Daß eine Reihe von Bühnen mein Stück aufführt ist reine Verlegenheit – was sollen sie sonst tun? […] Denn mein Stück ist nur Plakat. Morgen sieht es keiner mehr an.“

## Rezeption

### Zeitgenössische Rezeption des Hörspiels
Die Erstausstrahlung von Draußen vor der Tür am 13. Februar im NWDR wurde ein unmittelbarer Erfolg. Die Reichweite des Senders über drei Bundesländer und Berlin sowie der Sendetermin um 20 Uhr in der Reihe „Das große Donnerstagabend-Hörspiel“ sorgten für ein breites Publikum. In den folgenden Wochen wiederholte der NWDR das Hörspiel und alle anderen westdeutschen und West-Berliner Sender folgten. Dessen Chefdramaturg Ernst Schnabel erinnerte sich: Die Wirkung auf die Erstausstrahlung des Hörspiels Draußen vor der Tür war „ungeheuer: Ich habe so etwas noch nie erlebt.“ Meyer-Marwitz beschrieb die Wirkung: „Borcherts Schrei löste tausend Zungen in dem verwüsteten und darbenden Deutschland. Die Hörer schrien zurück: emporgerissen, gepeinigt, erschreckt, befreit, zornig, erschüttert, abwehrend, dankbar. […] Dieser Schrei ist nicht überhört worden. Ihn konnte keiner überhören.“
Nach der Ausstrahlung gingen zahlreiche Briefe beim NWDR ein. Die Hörerreaktionen der 150 heute noch im Wolfgang-Borchert-Archiv aufbewahrten Briefe teilen sich ungefähr zur Hälfte in begeisterte Zustimmung und in heftige Ablehnung. Die positiven Briefe hoben besonders die „Wahrheit“ des Stücks hervor und fühlten ihr eigenes Leid in Beckmanns Erleben gespiegelt. Ablehnende Briefe kritisierten die „Blasphemie“ und „Zersetzung“ des Hörspiels und forderten zur Ablenkung von der Realität eine stärker eskapistische Ausrichtung des Senders ein. Ein Hörer brachte die Kritik auf den Nenner: „Wenn dieser Herr Beckmann in den erste[n] Minuten des Hörspiels versoffen wäre – es wäre vielen Hörern ein widerliches Spiel erspart geblieben.“
Auch in der Presse fand Draußen vor der Tür starken Widerhall. Der Fotograf Fritz Kempe kommentierte die Ausstrahlung: „Der Rundfunk gab einem jungen Dichter die Möglichkeit zu reden und zu rechten, zu fragen und zu schreien: für die Wahrheit und gegen die Gleichgültigkeit.“ Ein Rezensent der Hamburger Freien Presse urteilte: „Die oft gestellte Frage ‚Wo bleibt die Jugend?‘ ist schlagartig beantwortet worden. Aus dem Mund eines talentierten Dichters hat die Jugend gesprochen, klar und aufrüttelnd. Aus tiefster Not und in vollster Bedrängnis stellt sie die große Frage nach dem Sinn und Zweck dieses Lebens, Antwort von Gott und den Menschen fordernd.“ Für die Kritik des Spiegels war das Hörspiel „der tastende Versuch, ein ungeheures Erleben in dichterische Form zu kleiden.“
Gordon Burgess konstatierte im Rückblick: „Draußen vor der Tür war das richtige Stück zum richtigen Zeitpunkt.“ Auch Helmut Gumtau bemerkte, Borchert „hatte das Glück der rechten Stunde, und er fand den Darsteller, durch den die Sendung zum Ereignis wurde – Hans Quest“, und er fügte hinzu: „Der Erfolg war nicht im Dichterischen begründet“. Für Borchert, dessen bisherige Publikationen kaum Resonanz gefunden hatten, bedeutete der Erfolg des Hörspiels seinen künstlerischen Durchbruch. In der Folge erhielt er zahlreiche Briefe, Besuche und Verlagsanfragen, sodass er selbst im Juni 1947 einen regelrechten „Borchert-Rummel“ wahrnahm.

### Zeitgenössische Rezeption des Theaterstücks
Am 21. November 1947, einen Tag nachdem Borchert in Basel verstorben war, hatte Draußen vor der Tür an den Hamburger Kammerspielen Premiere. Die Intendantin Ida Ehre trat vor der Aufführung auf die Bühne und unterrichtete die Theaterbesucher von Borcherts Tod. Sie erinnerte sich 1985: „Das Publikum ist aufgestanden. Wir haben einige Minuten stillschweigend verbracht, bevor die Aufführung begann. Die Betroffenheit war so groß, daß zunächst nicht applaudiert wurde. Ich weiß nicht, ob es die Betroffenheit war darüber, daß Wolfgang Borchert tot war, oder ob das eindrucksvolle Stück das Publikum derart berührt hatte. Es war jedenfalls unendlich lange still – bis dann ein tosender Beifall ausbrach.“ Auch die Kritik des Spiegels räumte ein: „Selten hat ein Theaterstück die Zuschauer so erschüttert wie Wolfgang Borcherts Draußen vor der Tür.“
Gerhard Sanden urteilte in der Welt: „Dieses Werk ist dem Tod aus dem Rachen gerissen […]. Die eigenwillige Sprachkraft und die Gewalt apokalyptischer Gesichte werden der Dichtung in Deutschland ihren Ruhm bewahren.“ Friedrich Wolf sah „in Borcherts Stück das Spiegelbild von Hunderttausenden der jungen Generation unseres Landes“, Josef Müller-Marein „die Biographie einer ganzen Generation“. Der Titel des Dramas wurde zum allgemeinen Schlagwort. Hans Weigel fasste zusammen: „Am Schicksal dieses Autors und seines Stücks tritt in vielfacher Brechung die große Tragödie unserer Zeit zutage. Es ist das ‚Zeit‘-Stück schlechthin mit all seinen Tugenden und Mängeln. Es ist das Stück, nach dem die Feuilletonisten schreien und das nur Dichter schreiben können.“
Doch Borcherts Drama fand auch heftige Kritik und Ablehnung. So urteilte etwa Friedrich Luft: „Von einer vorrückenden, gedanklich fördernden Handlung ist hier keine Rede. […] Ein Hiob mit einer Hoffärtigkeit im Ducken vor den Schlägen des Schicksals, dass unser betrachtendes Mitleid schon nach den ersten mit Symbolismen vollgestellten Bildern sehr erschöpft ist. Der Rest ist Qual, ein neurotisches Lamento bis zum vagen Ende mitanhören zu müssen.“ Widerspruch kam insbesondere aus der Sowjetischen Besatzungszone. Für Falk Harnack richtete sich Beckmanns Anklage nicht gegen „die Kriegshetzer und Profitjäger“, sondern einen „vernebelten Schicksalsbegriff“, und er forderte: „Borcherts These, dass für den Heimkehrer kein Platz sei, ist unwahr und muss mit allem Nachdruck bekämpft werden!“ Fritz Erpenbeck entschuldigte: „Borchert war ein Anfänger, er hatte nicht die geringste Ahnung von Dramaturgie“. Doch er verurteilte Form und Inhalt des Stücks gleichermaßen: „Seine Aussage ist von einer Primitivität, wie ich sie lange nicht mehr von einem Auditorium ernst genommen fand. Dieser Heimkehrer Beckmann steckt einfach voller Ressentiment billigster Art, das er wie eine Kostbarkeit vor sich herträgt. Dieser Beckmann ist sentimental bis auf die weichen Knochen.“
In den folgenden Monaten bis Ende 1948 entstanden 36 Inszenierungen von Borcherts Drama. Für Gordon J. A. Burgess legten die zeitgenössischen Rezensionen dar, dass der Erfolg von Borcherts Stück in erster Linie auf seinen Zeitbezug und das Ansprechen einer zeitgemäßen Moral zurückzuführen war. Auch die Tatsache des frühen Todes seines Verfassers führte zu dessen Popularität, und es wurden bald Vergleiche Borcherts mit dem ebenfalls früh verstorbenen Georg Büchner gezogen. Bereits mit der Währungsreform 1948 und der Gründung der Bundesrepublik 1949 sowie dem damit einhergehenden wachsenden Selbstbewusstsein der westdeutschen Bevölkerung nahm das öffentliche Interesse an Borcherts Stück ab. Die US-Erstaufführung am New Yorker „President Theatre“ am 1. März 1949 durch den deutschen Emigranten und Leiter des Dramatic Workshop Erwin Piscator wurde von der amerikanischen Presse sehr positiv aufgenommen. Wie viele US-Kollegen hob der Kritiker der New York Times den universellen Anspruch eines Schauspiels hervor, das „Staatsangehörigkeit und Ideologie transzendiert. Es zeigt, dass der einfache Mann, egoistisch und selbstgefällig, letztlich selbst für die Gräuel verantwortlich ist, die weltweite Auseinandersetzungen begleiten und aus ihnen hervorgehen.“

### Spätere Rezeption
Zum 10. Todestag Wolfgang Borcherts kam es 1957 wieder zu einer größeren Zahl von Aufführungen von Draußen vor der Tür. Doch inzwischen hatte sich die Lebenswirklichkeit und Einstellung der Menschen gewandelt, und die Sicht auf das Drama war eine historische geworden. Christian Ferber urteilte in der Welt, „Beckmanns Schrei ist nicht mehr unser Schrei“, und er betonte die Differenz der „satten Restauration im Parkett“ gegenüber der „mageren Avantgarde auf den Brettern“. Mit zunehmendem Abstand zum zeitgeschichtlichen Hintergrund wurden vermehrt inhaltliche und formale Einwände gegen Borcherts Stück erhoben. So befand Günter Blöcker 1962: „Schwächen, die man einst gerührt übersah, drängen sich heute als solche auf. Die Monotonie des Borchertschen Wehetons, seine ungefilterte Sentimentalität, das vom ‚O Mensch‘ der Vätergeneration zu einem ‚Du Menschlein‘ geschrumpfte Pathos […] – alles das will nicht mehr so recht verfangen.“ Für Hans Egon Holthusen war das Stück, das er bereits 1954 als „saurer Kitsch“ bezeichnet hatte, 1961 „ein schwaches oder doch unreifes Stück Nachkriegsliteratur“ geworden. Und Hans Mayer fasste 1967 rückblickend zusammen: „[Borcherts] Schauspiel Draußen vor der Tür hatte alle Züge eines Nachkömmlings, dessen Erscheinen in der Welt zwar Eindruck machte, zugleich aber ein bißchen unzeitgemäß wirken mußte.“
Dennoch wurde Draußen vor der Tür weiterhin zahlreich auf bundesdeutschen Bühnen inszeniert, wobei sich eine besondere Aufmerksamkeit für Borcherts Stück oft mit tagespolitischer Aktualität verknüpfte. So kam es nach 1957, als die Inszenierungen mit Protesten gegen die Gründung der Bundeswehr zusammenfielen, zwischen 1979 und 1981 während der Debatten um den NATO-Doppelbeschluss zu einem weiteren Höhepunkt der Aufführungszahlen. Auch wurde Beckmann nicht länger bloß als historischer Vertreter der Nachkriegsgeneration verstanden. Für Horst Köpke war er 1977 in der Frankfurter Rundschau „insofern eine aktuelle Figur, als er den moralischen Rigorismus unserer jetzigen Jugend vorweggenommen hat.“ Die Historikerin Ulrike Weckel erkannte in einer Untersuchung der Rezeptionsgeschichte des Dramas zwei Themenkomplexe, in denen Regisseure Draußen vor der Tür in ihren Inszenierungen an die jeweils aktuelle Situation anpassten. In seiner Thematik des Antimilitarismus wurde das Stück über die namentliche Erwähnung, den visuellen oder musikalischen Bezug mit tagesaktuellen Konflikten verknüpft, das Nachkriegsstück oft zu einem potentiellen Vorkriegsstück umgedeutet. Das Motiv der sozialen Isolation und zwischenmenschlichen Gleichgültigkeit wurde je nach Standpunkt des Regisseurs auf die unterschiedlichsten gesellschaftlichen Randgruppen angewandt, vom Gastarbeiter, politisch Verfolgten bis zum Obdachlosen.
In der DDR wandelte sich in den 1960er Jahren die Bewertung von Draußen vor der Tür, und die ursprünglich spärlichen Aufführungszahlen von Borcherts Drama stiegen deutlich an. Der 1972 vom Institut für Gesellschaftswissenschaften beim ZK der SED herausgegebene Band Theater der Zeitenwende erklärte das frühere „Unbehagen der Kritik im Osten Deutschlands […] und die Abwehr gegen die pessimistischen Wirkungen des Stücks“ als „Fehleinschätzungen“, die erklärt wurden als Reaktion auf die vermeintliche Kritik Borcherts an der ostdeutschen Nachkriegsgesellschaft, obwohl in dieser doch bereits eine „antifaschistische Alternative Deutschlands“ Gestalt angenommen hätte. Die neue ideologische Lesart war dagegen: „Draußen vor der Tür entstand im Wirklichkeitsbereich der westdeutschen und nicht irgendeiner ‚gesamtdeutschen‘ Wirklichkeit. Es ist die Erlebnissphäre des sich restaurierenden Imperialismus“. Aus dieser Deutung heraus wurde Borcherts Stück nun als „unversöhnliche[r] Konflikt zwischen dem Antifaschismus der Heimkehrerfigur und dem fortschrittsfeindlichen Charakter der Umwelt“ gewertet und Borchert selbst als Antifaschist gewürdigt.
Draußen vor der Tür wurde seit 1947 über 250-mal in der Bundesrepublik und der DDR inszeniert, von 1989 bis 1999 kamen in Deutschland weitere 27 Neuinszenierungen hinzu. Das Stück wurde in 40 Sprachen übersetzt und in den nach Bernd Balzer wichtigsten Theaterstädten Europas, in Japan und den Vereinigten Staaten aufgeführt. Ende 1995 hatte die Taschenbuchausgabe von Draußen vor der Tür und ausgewählte Erzählungen eine Auflage von über 2,25 Millionen erreicht. Ungeachtet der anhaltenden Popularität des Dramas und seiner Aufnahme in den Lehrkanon an deutschen Schulen blieben die wissenschaftlichen Untersuchungen zu Borcherts Werk in Deutschland sowohl von geringerer Zahl als auch von distanzierterer Einschätzung als jene in der ausländischen Germanistik.
Dennoch wertete Gordon J. A. Burgess Draußen vor der Tür als das „Antikriegsstück schlechthin“ in der deutschen Literatur des 20. Jahrhunderts. Die „spezifischen Details von Beckmanns Vergangenheit“ beeinträchtigten nicht „das Universelle am Thema des Stücks […], sondern sie tragen zur Vermittlung des Universellen bei: Indem sie die Handlung in der Wirklichkeit verankern und unser Mitgefühl für Beckmann erwecken, stimmen sie den Zuschauer aufnahmebereit für die dort geäußerten allgemeinen Probleme und zwingen ihn darüber hinaus, zu diesen Problemen Stellung zu nehmen.“ Und Marcel Reich-Ranicki betonte 2008 die Bedeutung als Zeitstück: „Dieses Heimkehrerstück ist Schrei und Aufschrei, Klage und Anklage in einem, es ist Ausdruck von Verzweiflung der vom Vaterland betrogenen, vom Krieg gemarterten und von der Nachkriegsgesellschaft ausgeschlossenen Generation.“

### Adaptionen

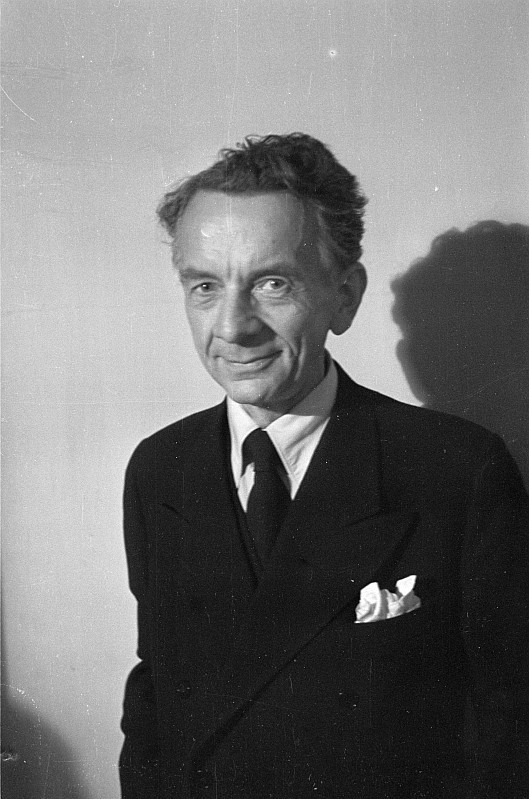
Erich Ponto, der Darsteller des Alten Manns aus Liebe 47, im Jahr 1945

Nach Borcherts Drama entstand 1949 der Kinofilm Liebe 47. Regie führte Wolfgang Liebeneiner, der auch die Uraufführung in den Hamburger Kammerspielen geleitet hatte. Stellvertretend für das Schicksal der Frauen im Nachkriegsdeutschland stellte er Beckmann – dargestellt von Karl John – die neu geschaffene Figur der Anna Gehrke – gespielt von Hilde Krahl – an die Seite. Der Film wurde so für Erika Müller in der Zeit „ein Film, der besonders zu den Frauen spricht“, allerdings kein Kassenerfolg, wofür Burgess sowohl Liebeneiners Bearbeitung als auch die veränderte wirtschaftliche und politische Situation in Deutschland verantwortlich machte. Gehörte der Film 1959 für Rudolf Oertel noch „[z]u den wenigen Filmen, die die Nachkriegssituation Deutschlands überzeugend zu gestalten wussten,“ urteilte Adolf Heinzlmeier 1988: „Der Regisseur verzerrt und entstellt das Original, macht eine scheinproblematisch-seichte Heimkehrerschnulze daraus mit Optimismus und Happy End“.
1957 inszenierte Rudolf Noelte eine Fernsehfassung unter dem Originaltitel für den NDR. Die Hauptrolle übernahm Paul Edwin Roth. Auch diese Fassung wurde bearbeitet, so wurden die unwirklichen Auftritte von Gott, Tod und der Elbe gestrichen, der Antisemitismus von Beckmanns Vater nicht beim Namen genannt. Im Deutschen Fernsehfunk der DDR folgte 1960 eine Fernsehproduktion unter der Regie von Fritz Bornemann mit Reimar Johannes Baur als Beckmann. Ebenfalls im Fernsehen ausgestrahlt wurden die Theaterinszenierung von Claus Leininger an den Städtischen Bühnen Essen von 1970, die Regiearbeit von Andreas Kriegenburg am Bayerischen Staatsschauspiel 1997 sowie die Neuinszenierung an den Hamburger Kammerspielen unter der Mitwirkung von Ulrich Waller und Ulrich Tukur aus dem Jahr 1995.
Die Hörspielfassung von 1947 galt lange wegen technischer Mängel als nicht mehr sendefähig, weswegen der NDR 1957 eine neue Fassung des Hörspiels produzierte. Abermals führt Ludwig Cremer Regie und Hans Quest übernahm die Hauptrolle, was Paul Hubrich in einer Rezension in den Ruhr Nachrichten zur Wahrnehmung eines „inzwischen gut hochgepäppelten“ Beckmanns veranlasste. Im Mai 1965 wurde die Urfassung von 1947 technisch restauriert und seither mehrfach wieder ausgestrahlt und auf Tonträgern veröffentlicht. Eine weitere Hörspielfassung stammt vom Bayerischen Rundfunk und wurde am 14. April 1948 erstmals ausgestrahlt. Unter Regisseur Walter Ohm sprach Hanns Stein die Hauptrolle. Die Spieldauer beträgt genau 90 Minuten. Das Tondokument ist noch erhalten. Im Jahr 1985 produzierte Georges Wagner-Jourdain eine bearbeitete und gekürzte Version des Hörspiels mit Walter Gontermann als Beckmann für die Deutsche Welle.
Draußen vor der Tür diente auch als Vorlage für musikalische Adaptionen und wurde zweimal als Oper und einmal als Ballett bearbeitet. Die ungarische Oper Az ajtón kívül stammte von Sándor Balassa und wurde am 20. Oktober 1978 an der Nationaloper in Budapest uraufgeführt. Im Auftrag der Staatsoper Hannover schrieb Xaver Paul Thoma eine Draußen vor der Tür betitelte Kammeroper, die am 30. Januar 1994 ihre Premiere hatte. Die Musik für ein gleichnamiges Ballett nach Borcherts Drama komponierte Ulrich Schultheiss zwischen 1995 und 1996.

### Textausgaben
- Wolfgang Borchert: Draußen vor der Tür. Ein Stück, das kein Theater spielen und kein Publikum sehen will. Rowohlt Verlag, Hamburg 1947 (Erstausgabe).
- Wolfgang Borchert: Das Gesamtwerk. Rowohlt, Hamburg 1949, ISBN 3-498-09027-5 (Mit einem biographischen Nachwort von Bernhard Meyer-Marwitz; für die Seitenangaben wurde die Auflage (492. Tausend) vom Mai 1986 verwendet).
- Wolfgang Borchert: Draußen vor der Tür und ausgewählte Erzählungen. Rowohlt, Hamburg 1956, ISBN 978-3-499-10170-0 (Mit einem Nachwort von Heinrich Böll).
- Wolfgang Borchert: Draußen vor der Tür. Insel Verlag, Leipzig 1960 (Einmalige Ausgabe der Insel-Bücherei, Band 699).
- Wolfgang Borchert: Das Gesamtwerk. Rowohlt, Reinbek 2007, ISBN 978-3-498-00652-5 (Erweiterte und revidierte Neuausgabe, hrsg. von Michael Töteberg, unter Mitarbeit von Irmgard Schindler; als Taschenbuch ebd. 2009, ISBN 978-3-499-24980-8).
- Wolfgang Borchert: Draußen vor der Tür und andere Werke. Mit Kommentar und Nachw. hrsg. von Axel Dunker. Reclam, Stuttgart 2018. ISBN 978-3-15-019466-9.

### Hörbuch
- Wolfgang Borchert: Draußen vor der Tür. (Audio-CD). 1. Auflage. DHV Hörverlag, München 2005, ISBN 978-3-89940-641-2 (Hörbuchausgabe, als Hörspiel; Sprecher: Hans Quest, Joseph Dahmen, Willy Schweissguth u. v. a. Regie: Ludwig Cremer. NDR).

### Sekundärliteratur
- Bernd Balzer: Wolfgang Borchert: Draußen vor der Tür. Grundlagen und Gedanken. Diesterweg, Frankfurt am Main 2001, ISBN 3-425-06087-2.
- Winfried Freund, Walburga Freund-Spork: Wolfgang Borchert: Draußen vor der Tür. Erläuterungen und Dokumente. Reclam, Stuttgart 1996, ISBN 3-15-016004-9.
- Harro Gehse: Wolfgang Borchert: Draußen vor der Tür. Die Hundeblume und andere Erzählungen, Beyer, Hollfeld 2007, ISBN 978-3-88805-134-0.
- Wilhelm Große: Wolfgang Borchert: Draußen vor der Tür. Materialien. Klett, Stuttgart 1980, ISBN 3-12-355800-2.
- Alexander Koller: Wolfgang Borcherts „Draußen vor der Tür“. Zu den überzeitlichen Dimensionen eines Dramas. Tectum, Marburg 2000, ISBN 3-8288-8140-8.
- Karl Migner: Das Drama „Draußen vor der Tür“. In: Rupert Hirschenauer, Albrecht Weber (Hrsg.): Interpretationen zu Wolfgang Borchert. Oldenbourg, München 1979, ISBN 3-486-01909-0, S. 7–56.
- Reiner Poppe: Wolfgang Borchert: Draußen vor der Tür. Königs Erläuterungen und Materialien Band 299. C. Bange, Hollfeld 2007, ISBN 978-3-8044-1804-2.
- Nikolaus Gatter: Beckmann (wacht auf): Sechzig Jahre Draußen vor der Tür. In: Heidi Beutin, Wolfgang Beutin, Heinrich Bleicher-Nagelsmann, Holger Malterer (Hrsg.): Dann gibt es nur eins! Von der Notwendigkeit, den Frieden zu gestalten. Peter Lang, Frankfurt am Main (Bremer Beiträge zur Literatur- und Ideengeschichte 53), 2009, ISBN 978-3-631-56964-1, S. 73–93.
- Ulrike Weckel: Spielarten der Vergangenheitsbewältigung – Wolfgang Borcherts Heimkehrer und sein langer Weg durch die westdeutschen Medien. In: Moshe Zuckermann (Hrsg.): Medien – Politik – Geschichte. Tel Aviver Jahrbuch 2003 für deutsche Geschichte. Wallstein, Göttingen 2003, ISBN 978-3-89244-657-6, S. 125–161.
- Manfred Orlick: Vor 70 Jahren: „Draußen vor der Tür“, „Das Blättchen“, Zweiwochenschrift für Politik, Kunst und Wirtschaft, 20. Jg., Nummer 3/2017, 30. Januar 2017, S. 29–30